# Kenguk (televíziós sorozat, 2002)
A Kenguk (eredeti cím: Kangoo Juniors) 2002-től futó francia televíziós 2D-s számítógépes animációs sorozat, amelynek a rendezője Thibaut Chatel, az írói Franck Bertrand és Jacqueline Monsigny, a zeneszerzője Fabrice Aboulker. A tévéfilmsorozat az AB Productions és az Animage gyártásában készült, az RG Prince Films  forgalmazásában jelent meg. Műfaját tekintve sportfilm-sorozat és filmvígjáték-sorozat. Franciaországban 2002. márciusától a Fox Kids és a Canal J vetítette, majd a TF! Jeunesse és a TF1 sugározta, 2012. június 25-étől a France 5 és a Zouzous adta, Magyarországon 2006. március 18-ától a TV2, 2014. április 1-jétől az M2 tűzte műsorra.

## Ismertető
A sorozat a hasonló című, 1995-ben készült sorozat előzményének tekinthető, azonban a története nem jut el azokig az időkig, amikor az játszódik. Ugyan később készült, kronológiailag mégis korábban játszódik, lényegében a régebbi sorozat szereplőinek gyerekkorát meséli el, erre utal eredeti címe is: Kangoo Juniors, azonban érthetetlen módon Magyarországon azonos címmel vetítették a két sorozatot, a kronológiai sorrend felcserélődése ellenére.
A főszereplők, a kenguk, akik kenguruk. A kenguk csapata: egy kosárlabdacsapat játékosai. A csapatban, öt kengurukölyök van. A játékosok tagjai, Napo, Archie, Nelson, Kevin és Junior. A csapat legifjabb tagja, Junior. A kenguk a Sierra szigeten élnek, ahol kinő egy titokzatos aranyvirág, amelyet meg akarnak szerezni rosszalkodó kamaszkölykök, akik a kenguk ellenségei.

## Szereplők
Kenguk
- Napo – Fiúkengu, aki a kosárlabda csapata vezetője, a ruhája bíborvörös színű.
- Nelson – Fiúkengu, aki nagy mester a technológiában, valamint gyors, és ügyes, a ruhája fehér színű.
- Archie – Fiúkengu, aki tudományban nagy mester, és a legértékelőbb a kenguk között, a ruhája nárcisz színű.
- Kévin – Fiúkengu, aki a legkevésbé értékelő a kenguk között. A ruhája fekete színű.
- Junior – Fiúkengu, aki a legifjabb a kenguk csapatában, a legkedvesebb kengu az iskolában, meglehetősen jó sportoló és mozgékony, a ruhája kékeszöld színű.
- Alex – Lánykengu, aki kék szemű, az egyetlen lány a kenguk között, és Junior legjobb barátnője.
- Tiffany – Szőke hajú, kék szemű kislány, az egyetlen embergyermek a kenguk között, apja Sammy, aki a sport professzora, anyja nem sokkal a születése után hunyt el, a kenguk legjobb barátja, mindenhol összetart a kengukkal, ahova a kenguk mennek, nem kosárlabdázik a kengukkal, de mindig bátorítást ad nekik.

Ötök bandája
- Didi – A kenguk ellenségei között, az egyik embergyerek, fekete hajú, fekete szemű serdülőfiú, aki a csapat vezetője, a társai támogatják az ötleteit.
- Marcos – A kenguk ellenségei között, az egyik embergyerek, fekete hajú, fekete szemű serdülőfiú, aki Didi ikertestvére, igazán engedelmes a testvérével szemben, a leggyorsabb a csoportban. A korábban készült, de később játszódó, már felnőtt Kengukról szóló sorozatban Marcos már inkább ellensége volt Didinek, azaz Mister D-nek. Didi és Marcos között csak annyi a különbség, hogy Marcos arcán egy apró sebhely van.
- Robbie – A kenguk ellenségei között, az egyik embergyerek, serdülőfiú, aki a szultán fia és sárga-kék csíkos turbánt visel.
- Vipvip – A kenguk ellenségei között, az egyik embergyerek, kékre festett hajú, fekete szemű serdülőlány, a legügyesebb a csoportban, utálattal van Tiffany-ra, mert féltékeny a szépségére, gyakran jár Didivel a küldetésekben.
- Rox – A kenguk ellenségei között, az egyik embergyerek, szőke hajú, fekete szemű serdülőlány, Robbie legjobb barátnője, gyakran panaszkodik valami miatt, utálja a Kenguk csapatát, mindig vigasztalja a legjobb barátját, Robbie-t, aki mindig számíthat rá.

További szereplők
- Daisy Wayne – A Nyugat-sziget alelnökének örökbefogadott lánya, barna hajú, fekete szemű kislány, egyszer kiderül, hogy valójában a szabadságharcos lánya.
- Sally Rose – Látogatódiák a Suli-szigeten, szőkés-vörös hajú, zöld szemű kislány, jó tanuló, és nagyon szeret rosszalkodni.
- Séphira – Sellő a tengerbe, szőke hajú, fekete szemű nő, kimenti a vízből Juniort, és Vipvipet, cserébe a Kenguk vissza segítik a vízbe, ahogy kiúszott a partra, csak akik, hisznek benne a szívük mélyén, ők láthatják.

## Magyar hangok
| Szereplő          | Eredeti hang          | Magyar hang            |
| ----------------- | --------------------- | ---------------------- |
| Napo              | Brigitte Lecordier    | Bácskai János          |
| Archie            | Jean-Claude Montalban | Sinkovits-Vitay András |
| Nelson            | Franck Lascombe       | Megyeri János          |
| Kevin             | Blanche Ravalec       | Mikula Sándor          |
| Junior            | Valérie de Vulpian    | Szokol Péter           |
| Tiffany           | Valérie de Vulpian    | Dudás Eszter           |
| Alex              | Valérie de Vulpian    | Dögei Éva              |
| Didi              | Alexandre Aubry       | Sótonyi Gábor          |
| Marcos            | Alexandre Aubry       | Seder Gábor            |
| Vipera            | Blanche Ravalec       | Kossuth Gábor          |
| Robbie            | N/A                   | ?                      |
| Rox               | Brigitte Lecordier    | ?                      |
| Jimmy McConnor    | Franck Lascombe       | ?                      |
| Daisy Wayne       | Brigitte Lecordier    | ?                      |
| Hector            | N/A                   | ?                      |
| Quentin           | Jean-Claude Montalban | ?                      |
| Tulipe Professzor | N/A                   | Versényi László        |
| Monsieur Walter   | Roger Carel           | Kajtár Róbert          |
| Madame Pamela Die | Valérie De Vulpian    | ?                      |
| Miss Adélaïde     | Blanche Ravalec       | Némedi Mari            |
| Madame Marthe     | Blanche Ravalec       | Grúber Zita            |
| Sammy             | Benoît Allemane       | Rudas István           |
| Mathieu           | Benoît Allemane       | Bolla Róbert           |
| Balthazar Die     | Benoît Allemane       | Áron László            |
| Django            | Benoît Allemane       | Uri István             |
| Mrs. Die          | N/A                   | Illyés Mari            |
| Die nagypapa      | N/A                   | Várday Zoltán          |
| felolvasó         | felolvasó             | Bozai József           |

További magyar hangok: Albert Péter, Beratin Gábor, Faragó András, Kisfalusi Lehel, Melis Gábor, Németh Gábor

## Epizódok

### 1. évad
1. Halloween (Halloween)
2. Igazgatói dicséret (Tableau d'honneur)
3. Rejtvényfejtés (Double énigme)
4. Sültkrumpli nap (Jour de frites)
5. Modern Robin Hood (Le nouveau Robin des Bois)
6. Boldog szüinapot, Junior! (Happy birthday Junior-Junior)
7. Ez a játék nem játék (Jeu sans retour)
8. Szerepcsere (Rôles renversés)
9. Vurstli a tengeren (Paradisland)
10. Mentsük meg a Suli-szigetet! (Il faut sauver School Island)
11. Téli sportok (Classe de neige)
12. Baltazár tanár úr nem tréfál (Pas de hasard pour Balthazar)
13. Az örökös (L'Héritier)
14. Pokoli vakáció (Vacances en enfer)
15. Karácsony a Suli-szigeten (Noël à School Island)
16. Valentin nap (La Saint-Valentin)
17. Önzetlen segítség (Pour la jolie dame)
18. Kísértet a Suli-szigeten (Le fantôme de School-Island)
19. Zsarolás (Racket)
20. Pizsamás parti (Pyjama party)
21. Baltazár Die bumerángja (Rien ne va plus à School-Island)
22. A szökevény (Le Fugitif)
23. Környezetszennyezés (Barrage contre la pollution)
24. A szuper cirkusz (Super Circus)
25. Junior kendője (Le Doudou de Junior)
26. Amatőr kalózok (Les naufrageurs)
27. A füstbe ment koronázás (Education de reine)
28. A diákolimpia (Le grand championnat)
29. A végső győzelem (Victoire finale)
30. Féktelenül (Freinage impossible)
31. Látogató a csillagokból (Le visiteur des étoiles)
32. Egy elkényeztetett kislány (Une petite fille trop gâtée)
33. Forgatás a Suli-szigeten (Tournage à School Island)
34. Mysiaföld szörnye (Le monstre du Mysialand)
35. Babonák és következmények (Superstitions et conséquences)
36. A nagy Borisz (Big Boris)
37. A jóslat (Prédiction fatale)
38. A szabadságharcos lánya (La fille du Libertator)
39. Amatőr operaelőadás (La chorale)
40. Bűncselekmény-sorozat (Vols en série)
41. A szirén (La sirène)
42. Palacsinta-háború (La guerre des crèpes)
43. A szépségverseny (Superstitions et conséquences)
44. Hector nem kevesebb, mint a többiek (Hector est comme les autres)
45. Kizökkent az idő (Un jour pour toujours)
46. Farsangi bál (Carnaval)
47. A húsvéti tojás (L'œuf de Pâques)
48. Madártávlat (24 heures en ballon)
49. Üzenet a palackban (Une bouteille à la mer)
50. Az aranyvirág (La vérité sur la plante dorée)
51. A kenguk barátnője (La copine des Kangoo)
52. Az osztálybizalmik (Les délégués de classe)

### 2. évad
1. Tiffanie titka (Le secret de Tiffanie)
2. Monsieur Walter nyugdíjba megy (Monsieur Walter prend sa retraite)
3. Romba dőlt tervek (Chef-d'œuvre en péril)
4. Mobilmánia (Allo à l'eau)
5. Kenguk Maratoni a Suli-szigeten (Marathon à School Island)
6. Begónia (Bégonia)
7. Az elszabadult űrsikló (Fusée sans pilote)
8. Junior a jövőbe lát (Le don de Junior)
9. A félénk tanár (Le petit prof)
10. Pénzeső a Suli-szigeten (Pluie d'argent à School Island)
11. A csoportkép (Photo de groupe)
12. Összefogás Horius érdekében (Tous pour Horius)
13. A kengu-bébik (Bébés Kangoo)
14. Az ördögbarlang (Le gouffre du Diable)
15. Az aranysarló (La faucille d'or)
16. Vízalatti kalandok (Un galion sous les mers)
17. A csodalámpa (La lanterne magique)
18. Alex holdkórossá válik (Alex est somnanbule)
19. Miss Adélaide elveszti a fejét (Miss Adélaide perd la téte)
20. Játszma és mérkőzéslabda (Jeu, set et match)
21. A tombola (Le gros lot)
22. Napo átáll (Napo change de camp)
23. Feltalálók vetélkedője (Le concours d'inventions)
24. Vitorlás verseny (Galére le régate)
25. Az ezüstsisak (Le casque d'argent)
26. A próbaidős tanuló (Un nouvel élève)
27. Királyi menyegző (Mariage au palais)
28. Albert, a macska (Albert, le chat)
29. A nevem Gong (Mon no mest Gong)
30. Számítástechnika-mánia (Folie informatique)
31. Big Borisz veszélyben forog (Big Boris en danger)
32. Államfők a Suli-szigeten (Chefs d'Etat á Shool-Island)
33. E.T. vagy nem E.T. (E.T. ou pas E.T.)
34. Amatőr topmodellek (La grande braderie)
35. Alex szép szeméért (Pour les beaux yeux d'Alex)
36. Botcsinálta babysitterek (Sacré Titou)
37. Közlekedési tanfolyam (Prévention routière)
38. Miszter Suli-sziget (L'élection de Mister School-Island)
39. Fordított világ (Le monde à l'envers)
40. A fiatalító elixír (Elixir de jeunesse)
41. Alex és a diplodocus (Alex et le diplodocus)
42. Kempingezni jó (Le camping, c'est sympa)
43. A halloween szelleme (Le fantôme d'Halloween)
44. A sétahajón (Croisière au soleil)
45. Váratlan látogatók (Descente surprise)
46. A vérfarkas (Le loup-garou)
47. A játékmester (Le maître du jeu)
48. Az egyszarvú titka (Le Mystère de la licorne)
49. A hegyi Mogo (Le Mogo des montagnes)
50. Artúr megmentése (Le sauvetage d'Arthur)
51. A Suli-sziget TV (T.V School-Island)
52. A Kenguk rács mögött (Dédoublement de personnalité)